# United Cube Concert
United Cube Concert foi a turnê mundial realizada em 2011 pela Cube Family, que reúne os artistas da Cube Entertainment. A turnê iniciou-se na Coreia do Sul e passou pelo Japão, Reino Unido e Brasil. Participaram os grupos da Cube Entertainment 4Minute, B2ST e a cantora G.NA; A Pink, Huh Gak & Mario também estiveram presentes nos concertos realizados na Coreia do Sul.
Esta foi a primeira grande turnê de K-pop a passar pelo Reino Unido e pelo Brasil. No Reino Unido, cerca de 2.500 fãs assistiram aos shows. No Brasil, foram aproximadamente 5.000 fãs presentes.

## Artistas
- 4Minute
- B2ST
- G.NA
- A Pink  (somente na Coreia do Sul)
- Huh Gak (somente na Coreia do Sul)
- Mario (somente na Coreia do Sul)

## Datas da turnê
| Data                   | Cidade    | País          | Local                    |
| ---------------------- | --------- | ------------- | ------------------------ |
| 14 de agosto de 2011   | Seul      | Coreia do Sul | Estádio Olímpico de Seul |
| 25 de agosto de 2011   | Tóquio    | Japão         | Nippon Budokan           |
| 5 de dezembro de 2011  | Londres   | Reino Unido   | O2 Brixton Academy       |
| 13 de dezembro de 2011 | São Paulo | Brasil        | Espaço das Américas      |

## Álbum especial
A Cube Entertainment fez um álbum de compilação especial incluindo singles dos artistas da "United Cube". O álbum foi lançado em meio físico e digital em 4 de novembro de 2011.

## Lista de faixas
| Lista de faixas do álbum | |                       |         |  |
| N.º                      | Título | Artista/grupo         | Duração |  |
| 1.                       | "Muzik" | 4Minute               | 3:46    |  |
| 2.                       | "Shock" | Beast                 | 3:48    |  |
| 3.                       | "Change" (feat. Yong Jun-hyung do Beast)                                                                            | Hyuna                 | 3:29    |  |
| 4.                       | "Hot Issue" | 4Minute               | 3:29    |  |
| 5.                       | "Bad Girl" | Beast                 | 3:14    |  |
| 6.                       | "I'll Back Off So You Can Live Better" (꺼져 줄게 잘 살아; Kkeojyeo Julge Jal Sara) (feat. Yong Jun-hyung do Beast) | G.NA                  | 3:34    |  |
| 7.                       | "Huh" | 4Minute               | 3:50    |  |
| 8.                       | "Breath" (숨; Soom)                                                                                                 | Beast                 | 3:33    |  |
| 9.                       | "I My Me Mine" | 4Minute               | 3:27    |  |
| 10.                      | "Fiction" | Beast                 | 3:56    |  |
| 11.                      | "Black & White" | G.NA                  | 3:29    |  |
| 12.                      | "Beautiful" | Beast                 | 3:38    |  |
| 13.                      | "Heart to Heart" | 4Minute               | 3:52    |  |
| 14.                      | "Bubble Pop!" | Hyuna                 | 3:34    |  |
| 15.                      | "Mirror Mirror" (거울아 거울아; Geoura Geoura)                                                                      | 4Minute               | 3:37    |  |
| 16.                      | "Top Girl" | G.NA                  | 3:28    |  |
| 17.                      | "Fly So High" | 4Minute, Beast e G.NA | 4:14    |  |
| Duração total:           | Duração total: | Duração total:        | 60:35   |  |